# Bobby Troup

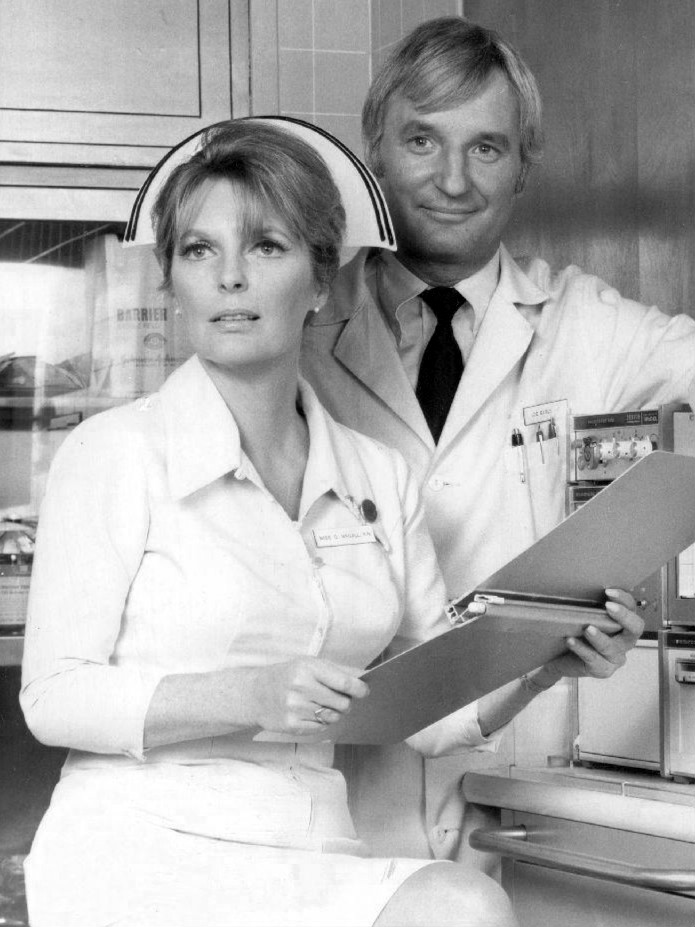
Bobby Troup, med sin fru Julie London i TV-serien Emergency! (1970-talet)

Bobby Troup, ibland även stavad Bobby Troupe, född 18 oktober 1918 i Harrisburg, Pennsylvania, USA, död 7 februari 1999 i Sherman Oaks, Kalifornien, USA, var en amerikansk skådespelare, jazzpianist och kompositör.